# Thortveitite
La thortveitite è un minerale. Il nome deriva da Olaus Thortveit, ingegnere norvegese. 
La thortveitite è una delle poche fonti concentrate di scandio presenti in natura.